# Чашечников, Леонид Николаевич
Леони́д Никола́евич Ча́шечников (8 марта 1933, Воскресенка, Седельниковский район, Омская область, РСФСР, СССР — 17 декабря 1999, Семёнково, Сергиево-Посадский район, Московская область, Россия) — советский и российский поэт, журналист и переводчик, автор десяти сборников стихов, член Союза писателей России.

## Биография
Родился в деревне Воскресенка Седельниковского района Омской области, учился в семилетней школе в центре сельсовета — селе Кукарка, затем на художественно-оформительском отделении культпросветшколы в Таре. Работал в сельских клубах трёх районов Омской области, слесарем на заводе имени Баранова в самом Омске, в газетах «Сельский строитель», «Советская Россия» и «Сельская жизнь». Некоторое время жил в Балашихе.
По семейным обстоятельствам переехал в Астраханскую область, где занялся литературным творчеством и впервые проявил себя как поэт. Первые стихи Чашечникова публиковались в газете Володарского района «Заря Каспия», позднее окончил в Москве Высшие литературные курсы при Союзе писателей СССР, публиковался во всесоюзных изданиях «Литературная Россия», «Наш современник» и других. Переводил на русский стихи калмыцкого поэта Сергея Мучкаевича Бадмаева.

## Память
- В 2002 году в Володарском районе Астраханской области была учреждена литературная премия имени Леонида Чашечникова[1].
- C 2013 года в городе Тара проходят региональные чтения имени Леонида Чашечникова[3].